# Spalony Dwór
Spalony Dwór (niem. Donnersmarck, Ottermühle, cz. Spálený Dvůr) – nieoficjalna część wsi Niemysłowice w Polsce położonej w województwie opolskim, w powiecie prudnickim, w gminie Prudnik.
Spalony Dwór położony jest na południowy zachód od centrum Niemysłowic, przy drodze do Łąki Prudnickiej i Szybowic, nieopodal Lasu Niemysłowickiego.
Według Meyers Gazetteer Spalony Dwór był zamieszkiwany przez 13 osób. Znajdowało się tam gospodarstwo. Obecnie miejscowość jest niezamieszkana.
W latach 1975–1998 miejscowość administracyjnie należała do ówczesnego województwa opolskiego.

## Historia
Anna i Maria von Mettich w 1829 sprzedały swoje zadłużone dobra generałowej Colomb. Rok później Colomb sprzedała Łąkę Prudnicką wraz z dobrami w Niemysłowicach, Chocimiu oraz Spalonym Dworem Johannowi Karlowi von Siedlnitzkiemu herbu Odrowąż. Pod rządami Johanna Karla folwark w Spalonym Dworze przynosił znaczne dochody. Z powodu wystąpień chłopów w Łące Prudnickiej związanych z Wiosną Ludów w 1848 schronił się w Spalonym Dworze na kilka dni, a następnie powrócił na swój zamek w Łące Prudnickiej i wprowadził reformy dotyczące zniesienia pańszczyzny, oczynszowania chłopów.
W styczniu 1945 r. w miejscowości doszło do mordu dokonanego przez niemieckich nazistów na 57 ewakuowanych więźniów obozów koncentracyjnych.
Po zakończeniu II wojny światowej do Spalonego Dworu przemieszczono niemieckich mieszkańców dolnej części Niemysłowic. Przebywali tam do czasu wysiedlenia na zachód w październiku.